# Thảm hoạ Le Mans năm 1955
Thảm họa Le Mans năm 1955 là một sự kiện tai nạn lớn xảy ra vào ngày 11 tháng 6 năm 1955, trong cuộc đua 24 Hours of Le Mans tại Trường đua Le Mans ở Le Mans, tỉnh Sarthe, Pháp. Các mảnh vỡ to lớn từ chiếc xe tai nạn bay thẳng vào đám đông, giết chết 83 khán giả cùng tay đua người Pháp Pierre Levegh, làm bị thương gần 180 người khác. Đây là vụ tai nạn thảm khốc nhất trong lịch sử thể thao tốc độ toàn cầu, khiến hãng Mercedes-Benz phải từ giã sự nghiệp đua cho đến tận năm 1989.
Va chạm bắt đầu khi tay đua Mike Hawthorn của đội Jaguar tấp vào lề phải hòng phanh gấp cho pit stop của mình, ngay phía trước tay đua Lance Macklin của đội Austin-Healey. Khi chiếc Jaguar chạy chậm lại, Macklin lao ngay ra từ phía sau, lấn vào hướng của Levegh - khi đó đang băng qua bên trái, trên chiếc Mercedes-Benz 300 SLR nhanh nhẹn hơn nhiều của anh. Levegh đã tông thẳng vào đuôi sau của Macklin ở tốc độ cực cao, vượt lên trên xe của Macklin và chiếc xe bị phóng cả lên không trung. Xe của Levegh lao qua một lớp đất bảo vệ ở tốc độ lên tới 200 km/h (125 dặm/giờ), gây ra ít nhất hai cú va đập vào khu vực khán giả, pha va chạm cuối cùng khiến chiếc xe tan nát, ném người Levegh xuống đường đua và ngay lập tức giết chết anh. Các mảnh vỡ quá khổ, gồm thân máy, bộ tản nhiệt, hệ thống treo trước và chiếc nắp ca-pô (mui xe) của Mercedes, đã bay thẳng vào khu vực khán giả chật kín phía trước khán đài. Phần phía sau của chiếc xe đáp xuống nền đất, phát nổ thành ngọn lửa.
Đã có rất nhiều tranh luận về việc đổ lỗi cho thảm họa này. Cuộc điều tra chính thức đã không hề xác định bất kì tài xế nào phải chịu trách nhiệm cụ thể, đồng thời chỉ trích cách bố trí của đường đua Le Mans khi đó đã 30 năm tuổi, vốn không được thiết kế cho những chiếc xe có tốc độ quá nhanh, giống như những người đã liên quan đến vụ tai nạn.

## Bối cảnh
Có rất nhiều sự mong chờ cho 24 Hours of Le Mans năm 1955, vì các đội Ferrari, Jaguar và Mercedes-Benz đều đã giành chiến thắng trong cuộc đua trước đó và cả ba NSX ô tô này đều đã đến so tài với những chiếc xe mới cứng và đầy cải tiến. Những chiếc Ferrari, đương kim vô địch vào thời điểm đó, cực kì nhanh nhẹn nhưng có kết cấu mỏng manh, dễ bị hỏng hóc cơ học. Còn Jaguar hầu như chỉ tập trung các cuộc đua của họ vào giải Le Mans và sở hữu một đội hình rất giàu kinh nghiệm, bao gồm cả tay đua Công thức 1 (F1) là Ferrari Mike Hawthorn.
Sau khi chinh phục F1, Mercedes-Benz ra mắt mẫu 300 SLR mới nhất của mình trong Giải vô địch xe thể thao năm đó, bao gồm cả chiến thắng xác lập kỉ lục tại Mille Miglia cho tay đua Stirling Moss. 300 SLR có phần thân được làm bằng loại hợp kim magiê siêu nhẹ có tên là Elektron. Chiếc xe này lại thiếu đi hệ thống phanh đĩa hiện đại hiệu quả hơn đặc trưng của đối thủ Jaguar D-Type, thay vào đó là sự kết hợp của phanh tang trống nằm bên trong và một phanh hơi lớn phía sau, giúp người lái có thể nâng lên để tăng lực cản và làm xe chậm lại.
Quản lí đội Mercedes, Alfred Neubauer, đã tập hợp một đội hình đa quốc gia cho cuộc đua bằng cách: ghép hai tay đua cừ khôi nhất của ông là Juan Manuel Fangio và Stirling Moss trong chiếc xe dẫn đầu, cũng chính là người chiến thắng cuộc đua năm 1952 Karl Kling với André Simon người Pháp (cả hai cũng trong đội F1 hiện tại) và John Fitch người Mĩ, cũng với một trong những chính khách bô lão của môn đua xe Pháp, Pierre Levegh. Đó là lần lái solo chưa từng có của Levegh trong cuộc đua năm 1952 đã thất bại giờ trước, giúp Mercedes-Benz giành chiến thắng Le Mans đầu tiên.
Bên cạnh hai sự thay đổi về cách bố trí để làm cho vòng đua ngắn hơn, Trường đua Sarthe (Le Mans) hầu như không thay đổi đáng kể, kể từ khi bắt đầu đua vào năm 1923, khi mà tốc độ tối đa của ô tô thường nằm trong khoảng 100 km/h (60 dặm / giờ). Đến năm 1955, tốc độ tối đa của những chiếc ô tô dẫn đầu đã là hơn 270 km/h (170 dặm/giờ). Điều đó nói lên rằng, trường đua đã được tái tạo và mở rộng hơn sau Chiến tranh thế giới thứ hai. Các pit và khán đài được xây dựng lại, nhưng không có rào chắn giữa làn đường đua và khán giả, chỉ có một bờ đất 1,2 m (4 ft) ngăn cách giữa đường đua và khán giả. Những chiếc xe cũng không có dây an toàn; Các tài xế lí giải rằng: tốt nhất là nên bị văng ra trong một vụ va chạm, còn hơn là bị nghiền nát hoặc mắc kẹt trong chiếc xe đang bốc cháy.
Cuộc đua năm 1955 bắt đầu lúc 4 giờ chiều thứ Bảy, và đúng như dự đoán, những chiếc xe dẫn đầu của Eugenio Castellotti (Ferrari), Hawthorn (Jaguar) và Fangio (Mercedes-Benz) đã đứng đầu ngay trong giờ đầu tiên. Các xe của đội khác thì được giữ chặt hơn để bảo toàn xe, nhưng vẫn đua trong tốp 10. Bước sang giờ thứ hai, Castellotti bắt đầu lùi lại, nhưng Hawthorn và Fangio vẫn tiếp tục đọ sức, hoán đổi vị trí dẫn đầu và ngày càng giảm kỉ lục vòng đua, chiếm phần lớn sân.
Vụ tai nạn xảy ra lúc 18h26, ở cuối vòng 35, khi pit stop đầu tiên dành cho các xe dẫn đầu đang bắt đầu.

## Tai nạn

### Nguyên nhân trực tiếp
Ở vòng 35, Hawthorn và Fangio vẫn đua nhau gay gắt hơn bao giờ hết. Trong tiểu sử của mình, Hawthorn kể rằng anh đã "bị mê hoặc trong giây lát bởi huyền thoại về sự vượt trội của Mercedes... Sau đó, chợt tỉnh ra và nghĩ 'Chết tiệt, tại sao một chiếc xe Đức lại đánh bại xe Anh chứ.'" đội pit ra hiệu cho anh ta vào vòng tiếp theo. Anh vừa vượt qua Levegh (đang đứng thứ sáu), đằng sau Arnage (một trong những góc cua đường đua) và quyết tâm giữ chân Fangio ở lại càng lâu càng tốt. Ra khỏi khúc Maison Blanche của vòng đua, anh nhanh chóng bắt gặp Lance Macklin trên chiếc xe Austin Healey 100S của mình, người mà đã trông thấy anh rồi di chuyển sang bên phải để anh có thể đi qua. Hawthorn sau đó giơ tay lên, chỉ ra rằng anh ta đang vào pit rồi tạt sang bên phải (từ lời khai của chính Hawthorn). Tuy nhiên, điều khiến Macklin chú ý lại là Hawthorn đã sử dụng hệ thống phanh đĩa tiên tiến của Jaguar mà phanh đủ mạnh, nhằm làm chậm lại chiếc xe Jaguar của anh ta khỏi tốc độ như vậy.

### Va chạm

Từng giai đoạn tái hiện lại vụ tai nạn đua xe

Có hai yếu tố quan trọng liên quan đến cách bố trí đường đua vào thời điểm đó - thứ nhất, đường đua không có làn đường giảm tốc chỉ định cho ô tô đi vào pit, và thứ hai, ngay trước đường thẳng chính, có một đoạn đường gấp khúc bên phải rất nhỏ mà ngay sau đó Hawthorn bắt đầu phanh lại.
Macklin cũng phanh gấp, chạy khỏi rìa bên phải của đường đua, làm bụi bay tứ tung lên. Nhận thấy Hawthorn đang giảm tốc độ, Macklin đã rẽ trái để tránh Hawthorn, cho dù đó là phản ứng bản năng thì mất kiểm soát khi đi vào sự thay đổi của mặt đường hay phanh đĩa của ô tô hoạt động không đều. Kết quả là, chiếc xe của Macklin lao qua tâm đường đua, dường như bị mất kiểm soát trong một thời gian ngắn. Như thế đã đưa anh ta vào hướng đi của chiếc Mercedes mà Levegh đang lái, ở tốc độ hơn 200 km/h (120 mph), dự định thực hiện một vòng đua khác, trước mặt Fangio, người mà đang kiên nhẫn chờ đợi để vượt qua. Levegh không có thời gian để trốn tránh, và có thể là với hành động cuối cùng trong đời của mình, anh ta giơ tay lên cảnh báo Fangio, qua đó có thể đã cứu sống Fangio. Đôi mắt nhắm nghiền, Fangio - với phản xạ nhanh nhạy của mình - vượt qua cuộc tàn sát, lướt qua chiếc Jaguar đang đứng yên của Hawthorn trong pit, cho phép anh ta chạy vượt qua mà không bị tổn thương.
Bánh trước phải của xe Levegh lao lên góc trái sau xe Macklin, như một cái bờ dốc phóng xe Levegh lên không trung, bay qua khán giả và lăn lộn ở độ cao 80 mét (260 ft). Người Levegh bị văng ra khỏi cỗ xe đang lộn nhào rồi rơi xuống đất, làm vỡ sọ ngay khi tiếp đất và giết chết anh ta ngay lập tức.
Đoạn đường gấp khúc chí mạng đưa chiếc xe vào một quỹ đạo trực tiếp về phía các bậc thang và khán đài đang chật cứng người. Chiếc xe lao xuống bờ kè đất giữa khán đài và đường đua, bật nảy lên, sau đó đâm sầm vào kết cấu cầu thang bằng bê tông rồi vỡ tan. Động lực của số bộ phận nặng nhất trên xe - thân máy, bộ tản nhiệt cùng hệ thống treo trước - đã lao thẳng vào đám đông trong gần 100 mét (330 ft), nghiền nát mọi thứ nó lao qua. Chiếc nắp ca-pô bắn ra trong không trung, đã "chém đầu những khán giả đang bị kẹt chặt như một cái máy chém." Những khán giả đã trèo lên thang và giàn giáo để có cái nhìn rõ hơn về đường đua, và cả những người chen chúc để qua đường hầm đến pit, đều đã tìm thấy mình trong quỹ đạo bay của các mảnh vỡ chết người ấy.
Tay đua Jaguar, Duncan Hamilton, lúc đó đang quan sát từ pit, đã nhớ lại: "Cảnh tượng ở bên kia đường thật không thể diễn tả được. Người chết la liệt khắp nơi; những tiếng kêu đau đớn, thống khổ và tuyệt vọng gào thét thảm khốc. Tôi đứng như trời trồng, quá kinh hoàng thậm chí dám nghĩ đến."
Khi phần còn lại của chiếc xe Levegh đáp xuống bờ kè, thì bình xăng gắn phía sau phát nổ. Vụ cháy nhiên liệu đã làm tăng nhiệt phần còn lại của thân xe Elektron, vượt quá nhiệt độ bắt lửa của nó, nhưng mà thấp hơn nhiệt độ của hợp kim khác do hàm lượng magiê cao. Hợp kim bùng lên ngọn lửa nóng trắng, phủ lên mặt đường đua và cả đám đông bằng than hồng magiê, điều tồi tệ hơn là do các nhân viên cứu hộ không quen với đám cháy magiê đã đem đổ nước vào địa ngục này, làm đám cháy bùng phát dữ dội hơn. Hậu quả là chiếc xe bị cháy trong nhiều giờ liền.
Trong khi đó, chiếc xe của tay đua Macklin thì bị hư hỏng nặng, đâm vào hàng rào bên trái, sau đó rẽ sang bên phải đường đua vào làn đường pit, suýt chút nữa thì cả Mercedes-Benz của Kling, Maserati của Roberto Mieres và Jaguar của Don Beauman, tất cả đều đã ở trong các pit tiếp liệu trước khi tai nạn xảy ra. Chiếc xe của Macklin đâm vào bức tường hầm không được bảo vệ, chỉ cách pit Cunningham và Mercedes-Benz một chút, nơi đặt thiết bị của Shell và Lockheed, rồi đâm gục một cảnh sát, một nhiếp ảnh gia và hai quan chức (tất cả đều bị thương nặng), sau đó quay trở lại đường đua một lần nữa để rồi kết thúc trượt băng xuống hàng rào bên trái lần thứ hai. Tay đua Macklin vẫn sống sót sau sự cố mà không bị thương nặng, anh đã nhảy ra khỏi chiếc xe.

## Hậu quả

### Những giờ sau
Hawthorn đã đi quá pit của mình và dừng lại. Sau khi ra ngoài, anh ta ngay lập tức được lệnh từ đội của mình để quay trở lại, rồi thực hiện đua tiếp một vòng nữa nhằm thoát khỏi hoàn toàn sự bối rối và nguy hiểm. Khi dừng lại ở vòng đua tiếp theo, anh ta loạng choạng bước ra khỏi xe, trong tình trạng quẫn trí, kiên quyết rằng mình là hung thủ đã gây ra thảm họa. Ivor Bueb và Norman Dewis, cả hai đều là những người đầu tiên mới đến Le Mans, đã phải bước lên những chiếc xe tương ứng cho lần đua đầu tiên của họ. Bueb đặc biệt là rất miễn cưỡng, nhưng với tình trạng của Hawthorn không có lựa chọn nào khác, khi mà Dewis kiên quyết chỉ ra cho anh ta.
John Fitch, tay đua đồng đội người Mỹ của Levegh, đã mặc đồng phục và sẵn sàng điều khiển chiếc xe tại điểm dừng sắp tới, và đang đứng cùng vợ của Levegh, là Denise Bouillin. Họ đã nhìn thấy toàn bộ thảm họa đang diễn ra. Thi thể không còn sự sống của Levegh bị cháy nặng, nằm toàn cảnh trên vỉa hè cho đến khi một hiến binh kéo tấm biểu ngữ xuống để che đi. Vợ của Levegh không thể xoa dịu nổi và Fitch đã ở bên cô ta cho đến khi cô được an ủi. Nửa giờ sau vụ tai nạn, Fitch nhận ra rằng tin tức này có lẽ đang được phát trên đài phát thanh, và anh ta cần gọi điện cho gia đình để trấn an họ rằng anh ta không phải là người điều khiển chiếc xe bị va chạm. Khi chạy đến trung tâm truyền thông để sử dụng điện thoại, anh ta nhận ra mức độ nghiêm trọng tuyệt đối của vụ thảm họa, khi nghe lén một phóng viên nộp hồ sơ rằng 48 người chết đã được xác nhận. Fitch quay trở lại pit của mình, anh đã thúc giục đội Mercedes rút khỏi cuộc đua, do nếu tiếp tục cạnh tranh thì sẽ thành một thảm họa quan hệ công chúng đối với Mercedes-Benz, bất kể họ thắng hay thua cuộc đua này. Quản lí đội Alfred Neubauer cũng đã đưa ra kết luận tương tự, nhưng cuối cùng không đủ thẩm quyền để đưa ra quyết định như vậy.
Bất chấp các kì vọng rằng cuộc đua sẽ được treo cờ đỏ và dừng hoàn toàn, các quan chức cuộc đua, do giám đốc Charles Faroux dẫn đầu, vẫn tiếp tục đua. Trong những ngày sau thảm họa, Faroux đã đưa ra một số lời giải thích cho quá trình hành động này. Lời giải thích bao gồm:
- rằng nếu đám đông khán giả cố gắng rời đi ngay lập tức, họ sẽ làm tắc nghẽn các con đường chính xung quanh, cản trở nghiêm trọng việc tiếp cận của các đội y tế và cấp cứu đang cố gắng cứu những người bị thương[4][9][21][22]
- rằng các công ti tham gia cuộc đua có thể đã kiện ban tổ chức cuộc đua với số tiền khổng lồ
- rằng "luật thể thao thô bạo quy định rằng cuộc đua sẽ tiếp tục"; Faroux đặc biệt chỉ ra vụ Farnborough Airshow năm 1952 như một tiền lệ để thực hiện tiếp tục cuộc đua như vậy[23]
- rằng trên thực tế, ông không có quyền ngăn chặn cuộc đua, và rằng Tỉnh trưởng Pierre Trouille là cá nhân duy nhất được trao quyền làm điều đó, với tư cách là đại diện tại chỗ của Pháp cho Bộ Nội vụ nước này[24]

Sau một cuộc họp khẩn cấp và cuộc bỏ phiếu của các giám đốc công ti Mercedes-Benz qua điện thoại ở Stuttgart, Tây Đức, Neubauer cuối cùng cũng nhận được cuộc gọi chấp thuận cho đội của mình rút lui ngay trước nửa đêm. Đợi đến 1 giờ 45 phút, khi mà nhiều khán giả đã ra về, anh mới bước lên đường đua, và khẽ gọi xe vào pit, lúc vòng thứ nhất, thứ ba. Việc nghỉ hưu của họ được thông báo ngắn gọn qua hệ thống truyền thanh công cộng. Những chiếc xe tải Mercedes được ngưng việc ở đường đua rồi rời đi vào buổi sáng. Kĩ sư trưởng Rudolf Uhlenhaut đi đến hầm Jaguar để hỏi xem liệu đội Jaguar có trả lời tử tế, vì sự tôn trọng dành cho các nạn nhân vụ tai nạn hay không. Quản lí đội Jaguar là "Lofty" England cuối cùng đã từ chối.

### Kết luận

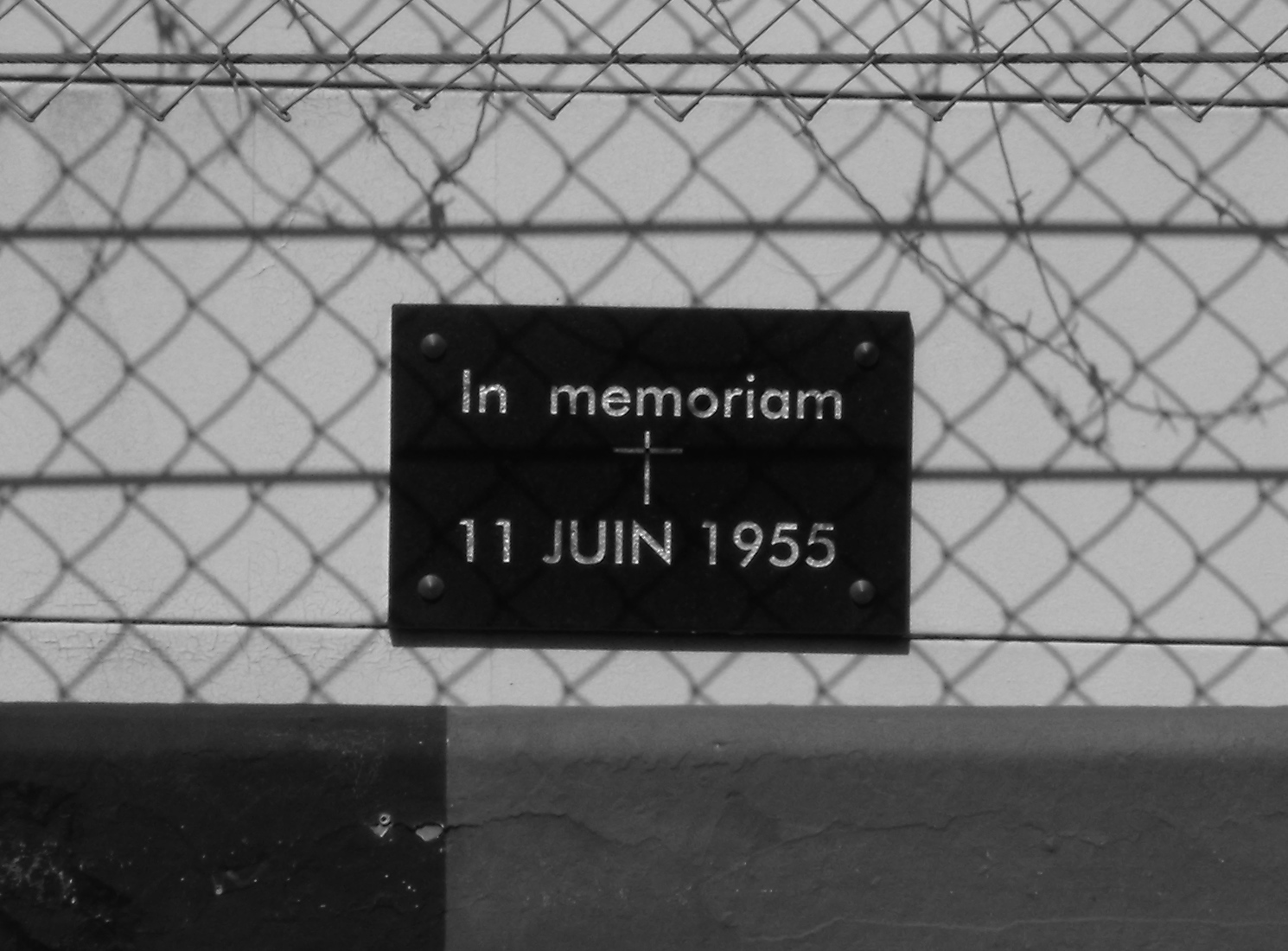
Tấm bảng tưởng niệm Le Mans

Hawthorn và đội Jaguar tiếp tục đua. Với việc đội Mercedes rút lui và những chiếc xe Ferrari không còn hoạt động, kẻ cạnh tranh chính của Jaguar đã biến mất. Hawthorn và Bueb đã giành chiến thắng trong cuộc đua cách Aston Martin những năm vòng. Thời tiết đã gần sát vào sáng Chủ nhật và không có lễ kỉ niệm chiến thắng nào. Tuy nhiên, một bức ảnh báo chí cho thấy Hawthorn đang mỉm cười trên bục uống rượu từ chai sâm panh của kẻ chiến thắng. Tạp chí L'Auto-Journal của Pháp đã xuất bản ảnh này với chú thích châm biếm, "À votre santé, Monsieur Hawthorn!" ("Chúc sức khỏe ('Cheers'), Ngài Hawthorn!")

### Sau cuộc đua
Các báo cáo cho biết số người chết là 80 đến 84 (khán giả cộng với cả Levegh), thiệt mạng do mảnh vỡ bay hoặc từ ngọn lửa, với 120 đến 178 người bị thương. Các nhà quan sát khác ước tính mức thiệt hại sẽ còn cao hơn nhiều. Đây vẫn là vụ tai nạn thảm khốc nhất trong lịch sử đua xe thể thao. Một thánh lễ đặc biệt đã được tổ chức vào buổi sáng tại Nhà thờ Le Mans cho đám tang đầu tiên của các nạn nhân.
Số người chết đã dẫn đến lệnh cấm tạm thời ngay lập tức đối với môn đua xe thể thao ở Pháp, Tây Ban Nha, Thụy Sĩ, Tây Đức và nhiều quốc gia khác, cho đến khi các đường đua được đưa đến một tiêu chuẩn an toàn cao hơn. Tại Mĩ, Hiệp hội ô tô Hoa Kỳ (AAA) đã giải thể Ban tổ chức cuộc thi của họ, là cơ quan xử phạt chính đối với môn đua xe thể thao ở Hoa Kỳ (bao gồm cả Indianapolis 500) kể từ năm 1904. Hiệp hội quyết định rằng: đua xe ô tô đã làm giảm đi mục tiêu chính của nó, và Câu lạc bộ ô tô Hoa Kỳ được thành lập để đảm nhận công tác xử phạt và điều hành cuộc đua.
Cả Jaguar và Mercedes-Benz đều đưa ra tuyên bố chính thức, chủ yếu là để tự vệ trước những cáo buộc chống lại họ và tay đua của họ. Neubauer tự giới hạn mình trong việc đề xuất các cải tiến đường thẳng và làm các điểm dừng sao cho an toàn hơn.
Macklin, khi đọc cuốn tự truyện năm 1958 của Hawthorn, Challenge Me the Race, đã rất buồn khi phát hiện ra rằng Hawthorn hiện từ chối mọi trách nhiệm về vụ tai nạn mà không xác định được ai đã gây ra nó. Khi Levegh chết, Macklin cho rằng ngụ ý của Hawthorn là anh ta (Macklin) đã phải chịu trách nhiệm, và anh ta bắt đầu một hành động bôi nhọ. Hành động vẫn chưa được giải quyết khi Hawthorn bị giết chết trong một vụ tai nạn mà không phải do đua xe trên đường tránh Guildford vào năm 1959, tình cờ khi vượt qua một chiếc Mercedes-Benz trên xe Jaguar của mình.
Cuộc điều tra chính thức của chính phủ về vụ tai nạn đã gọi các quan chức, tay đua và nhân viên của đội đến thẩm vấn và đưa ra bằng chứng. Các mảnh vỡ được kiểm tra, thử nghiệm và rồi được trả lại cho Mercedes-Benz gần 12 tháng sau thảm họa. Cuối cùng, cuộc điều tra đã đưa ra phán quyết rằng không có tay đua cụ thể nào chịu trách nhiệm về vụ tai nạn, và đó chỉ đơn thuần là một vụ đua xe rất khủng khiếp. Cái chết của khán giả được cho là do thiết kế đường đua không đủ tiêu chuẩn an toàn. Tony Rolt và các tay đua khác đã lo ngại về việc chạy thẳng vào pit từ năm 1953.

### Di sản
Trong năm tới, Câu lạc bộ Ô tô de l'Ouest (ACO) bắt đầu cải tiến đường đua một cách rộng rãi và thay đổi cơ sở hạ tầng tại Trường đua de la Sarthe — đường pit thẳng được thiết kế lại và mở rộng. nhằm loại bỏ đường gấp khúc ngay trước vạch xuất phát, nhường chỗ cho làn đường giảm tốc. Khu phức hợp pit được kéo lùi xuống và xây dựng lại, tạo thêm không gian cho các đội, nhưng do đó giới hạn không gian chỉ có 52 đấu thủ xuất phát thay vì con số 60 trước đó. Khán đài đã bị phá bỏ và xây dựng lại với sân hiên mới dành cho khán giả, với một con mương rộng giữa khán giả và đường đua. Theo dõi công nghệ và thực hành an toàn phát triển từ từ cho đến khi tay đua F1 Jackie Stewart tổ chức một chiến dịch vận động cho các biện pháp an toàn tốt hơn mười năm sau đó. Chiến dịch của Stewart đã đạt được nhiều động lực sau cái chết của Lorenzo Bandini và Jim Clark.
Ông Fitch trở thành một người ủng hộ an toàn lớn, bắt đầu tích cực phát triển các loại xe đường trường và đường đua an toàn hơn. Ông đã phát minh ra các thiết bị an toàn giao thông hiện đang được sử dụng trên đường cao tốc, bao gồm cả phát minh barrier Fitch chứa cát và không khí, một loại rào cản con lăn.
Xe Austin-Healey 100 của Macklin được bán cho một số người mua tư nhân trước khi xuất hiện trên khối đấu giá công khai. Năm 1969, nó được mua lại với giá 155 bảng Anh (tương đương £3.222 năm 2023). Vào tháng 12 năm 2011, chiếc xe ước tính thu về 800.000 bảng Anh trước cuộc đấu giá, đã được bán với giá tới 843.000 bảng Anh. Chiếc xe vẫn giữ nguyên động cơ nguyên bản SPL 261-BN, nhưng được thông báo là đang trong tình trạng 'barn find'. Sau đó nó đã được khôi phục lại tình trạng ban đầu.